# Bernd Lucke
Pour les articles homonymes, voir Lucke.
Bernd Lucke, né le 19 août 1962 à Berlin, est un économiste et homme politique allemand ; il est le cofondateur de l'Alternative pour l'Allemagne (AfD), parti qu'il quitte en 2015, pour fonder l'Alliance pour le progrès et le renouveau (ALFA), devenue Réformateur libéral-conservateur (LKR). Il est député européen de 2014 à 2019.

## Biographie
Grâce à une bourse de la Fondation universitaire du peuple allemand, il étudie l'économie, la philosophie et l'histoire moderne à Bonn, ainsi que l'économie à l'université de Californie à Berkeley. Directeur de l'Institut pour la croissance et la conjoncture, il conseille la Banque mondiale, travaillant aux États-Unis comme professeur invité et chercheur. Depuis 1998, il est professeur de macroéconomie au département d'économie de l'université de Hambourg. Il s’exprime régulièrement dans les médias, publiant des tribunes et des « appels » aux dirigeants du pays. 
Après avoir longtemps été membre de la CDU, il participe en 2012 à la création du mouvement anti-euro Alternative pour l'Allemagne (AfD), un nom choisi en réponse aux propos de la chancelière Angela Merkel. L'AfD se transforme en parti politique et Bernd Lucke devient l'un de ses trois porte-parole, élu lors du congrès fondateur qui a lieu le 14 avril 2013 à Berlin. 
Cofondateur de l'Alternative électorale 2013, il s'inquiète de « l'ignorance des électeurs en matière d'économie ». 
En 2014, il est élu député européen. Très hostile à l'euro, il affirme en revanche vouloir « sauver l'Union européenne ».
En juillet 2015, critiqué pour son autoritarisme, il décide de quitter l'AfD à la suite de l'élection de Frauke Petry à la tête du parti. Il fonde le parti Réformateur libéral-conservateur (LKR) dont il est président jusqu'en juin 2016 et à nouveau de novembre 2018 à septembre 2019.
Il est tête de liste lors des élections européennes de mai 2019, mais le parti ne recueille que 0,1 % des voix et il perd son siège de député européen.
Après avoir été suspendu par l'université de Hambourg de 2014 à 2019 en raison de son mandat au Parlement européen, Bernd Lucke reprend ses activités d'enseignant à l'hiver 2019. Certains étudiants de gauche s'y opposent, l'accusant d'être responsable de la montée de l'extrême droite en Allemagne et de défendre un modèle néo-libéral. L'enseignant réfute ces accusations mais ne peut pas assurer ses premiers cours magistraux en raison de perturbations causées par ces étudiants. Le président fédéral, Frank-Walter Steinmeier (SPD), prend sa défense en déclarant qu'il est inacceptable de vouloir faire taire les autres en raison de divergences d'opinions.